# Episodi de Il commissario Rex (ottava stagione)
L'ottava stagione della serie televisiva Il commissario Rex consta di tredici episodi andati in onda per la prima volta in Austria tra il 9 ottobre 2002 e il 15 gennaio 2003. In Italia, la trasmissione in prima visione è avvenuta su Raiuno tra il 31 gennaio e il 28 febbraio 2003. L'appuntamento settimanale è fissato al venerdì. I risultati in termini d'ascolto sembrano premiare questa scelta. Soltanto il 19 febbraio 2003 gli episodi sono stati trasmessi di mercoledì ed il dato medio dei telespettatori e quello dello share hanno fatto registrare un calo sensibile, complice la trasmissione in contemporanea, su Canale 5, dell'incontro di UEFA Champions League tra Manchester United e Juventus.
L'episodio dell'ottava stagione più seguito è stato quello trasmesso alle 22,00 del 21 febbraio 2003, dal titolo "Belle, bionde e morte" con una media di 7 625 000 telespettatori ed uno share del 29,53%.
| nº | Titolo originale           | Titolo italiano          | Prima TV Austria | Prima TV Italia          | Dati d'ascolto     |
| -- | -------------------------- | ------------------------ | ---------------- | ------------------------ | ------------------ |
| 1  | Polizisten küsst man nicht | Non baciate i poliziotti | 9 ottobre 2002   | 31 gennaio 2003 - 20,55  | 6 744 000 - 23,74% |
| 2  | Tricks an der Theke        | La promessa              | 16 ottobre 2002  | 14 febbraio 2003 - 20,55 | 6 476 000 - 23,98% |
| 3  | Senkrecht in den Tod       | Oltre ogni limite        | 23 ottobre 2002  | 28 febbraio 2003 - 20,55 | 6 828 000 - 24,75% |
| 4  | Ein Zeuge auf vier Pfoten  | Il randagio              | 30 ottobre 2002  | 14 febbraio 2003 - 22,00 | 5 979 000 - 24,12% |
| 5  | Wenn Kinder sterben wollen | Salto nel buio           | 6 novembre 2002  | 28 febbraio 2003 - 22,00 | 6 157 000 - 24,83% |
| 6  | Bis zur letzten Kugel      | Una città nel terrore    | 13 novembre 2002 | 19 febbraio 2003 - 22,00 | 4 891 000 - 17,83% |
| 7  | Die Taten der Toten        | I fiori della morte      | 20 novembre 2002 | 19 febbraio 2003 - 20,55 | 5 487 000 - 17,79% |
| 8  | Einer stirbt immer         | Roulette russa           | 27 novembre 2002 | 7 febbraio 2003 - 20,55  | 7 154 000 - 25,76% |
| 9  | Blond, hübsch, tot         | Belle, bionde e morte    | 4 dicembre 2002  | 21 febbraio 2003 - 22,00 | 7 625 000 - 29,53% |
| 10 | Happy Birthday             | Buon compleanno          | 11 dicembre 2002 | 21 febbraio 2003 - 20,55 | 7 528 000 - 26,21% |
| 11 | Verliebt in einen Mörder   | La fidanzata             | 18 dicembre 2002 | 31 gennaio 2003 - 22,00  | 6 069 000 - 23,98% |
| 12 | Berühmt um jeden Preis     | Lo champagne maledetto   | 8 gennaio 2003   | 7 febbraio 2003 - 22,00  | 6 134 000 - 24,53% |
| 13 | Der Fluch der Mumie        | La mummia                | 15 gennaio 2003  |                          |                    |

## Non baciate i poliziotti
- Titolo originale:  Polizisten küsst man nicht
- Diretto da:
- Scritto da:

### Trama
Nel commissariato di Vienna dove lavora Rex arriva un nuovo commissario, Mark Hoffmann (intrerpretato da Alexander Pschill). Il giorno prima di prendere servizio, Mark incontra una straordinaria ragazza, Niki Herzog (interpretata da Elke Winkens). Dopo un'appassionata notte d'amore, il giorno successivo i due si ritrovano in ufficio e scoprono di essere colleghi: sono i nuovi amici del Commissario Rex.

## La promessa
- Titolo originale: Tricks an der Theke
- Diretto da:
- Scritto da:

### Trama
Un banchiere viene assassinato, chiaramente per rapina. La sorella più che cercare di stabilire chi può averlo assassinato, tenta in tutti i modi, leciti e non, di riavere due candelabri, all'interno dei quali è nascosto un dischetto.

## Oltre ogni limite
- Titolo originale: Senkrecht in den Tod
- Diretto da:
- Scritto da:

### Trama
Sotto la pavimentazione stradale, durante dei lavori per la metropolitana, viene rinvenuto il cadavere di un giovane uomo. Le fratture riscontrate dal patologo corrispondono ad una caduta da una grande altezza.

## Il randagio
- Titolo originale: Ein Zeuge auf vier Pfoten
- Diretto da:
- Scritto da:

### Trama
Redl vuole vendere la sua casa attualmente occupata da Claudia, ma la donna rifiuta di lasciare l'appartamento. L'uomo la uccide, cercando di far ricadere la colpa sul fidanzato di Claudia, ex alcolista. Ma un testimone ha visto tutto.

## Salto nel buio
- Titolo originale: Wenn Kinder sterben wollen
- Diretto da:
- Scritto da:

### Trama
Il Dr. Hensch, uno psicoterapeuta, e una ragazza vengono trovati morti in circostanze analoghe. Hoffmann scopre un sito web, chiamato Black Sun: Il Forum Suicida. Si tratta di un forum anonimo che spiega ad adolescenti disturbati come commettere il suicidio con successo. Uno dei membri del forum è indagato da Marc Hoffmann e Niki Herzog, che scoprono che il suicidio è stato pianificato.

## Una città nel terrore
- Titolo originale: Bis zur letzten Kugel
- Diretto da:
- Scritto da:

### Trama
La città di Vienna è terrorizzata da una serie di omicidi apparentemente senza legame tra loro. Si tratta di uno psicopatico che si diverte a "giocare" con le armi.

## I fiori della morte
- Titolo originale: Die Taten der Toten
- Diretto da:
- Scritto da:

### Trama
Hanna, in seguito ad uno stupro, perde il bimbo che aspettava. La conseguenza di questa tragedia è una grave depressione che colpisce la donna. La sorella decide di vendicarla.

## Roulette russa
- Titolo originale: Einer stirbt immer
- Diretto da:
- Scritto da:

### Trama
Una setta criminale organizza incontri clandestini dove si scommette sulla morte di uomini. Quando una donna viene uccisa, la squadra omicidi indaga e scopre l'esistenza della setta.

## Belle, bionde e morte
- Titolo originale: Blond, hübsch, tot
- Diretto da:
- Scritto da:

### Trama
Un assassino uccide donne belle, bionde e ricche fingendosi un postino. Il movente è l'odio che prova per la sorella, bionda, bella e giovane.

## Buon compleanno
- Titolo originale: Happy Birthday
- Diretto da:
- Scritto da:

### Trama
Walter, Kurt e Iris rapinano una gioielleria e uccidono il proprietario. Iris viene arrestata e portata in centrale, ma nel frattempo i suoi complici rapiscono Nikki, che sta preparando una festa a sorpresa per il compleanno di Mark, per chiedere il rilascio della donna.

## La fidanzata
- Titolo originale: Verliebt in einen Mörder
- Diretto da:
- Scritto da:

### Trama
Erwin è in prigione per omicidio. Ma ha escogitato un piano infallibile per essere rilasciato. Istiga la sua fidanzata, giurandole amore eterno, a commettere un omicidio analogo e, fornendole un campione della sua saliva, lo fa lasciare dalla donna sul collo di una bottiglia che verrà trovata sul luogo del delitto...

## Lo champagne maledetto
- Titolo originale: Berühmt um jeden Preis
- Diretto da:
- Scritto da:

### Trama
Una giovane squilibrata, ossessionata dall'idea della celebrità, si trasforma in un'efferata omicida di personaggi famosi per ottenere, seppur in modo drammatico, la fama.

## La mummia
- Titolo originale: Der Fluch der Mumie
- Diretto da:
- Scritto da:

### Trama
Il console Davie è disposto a pagare 10 milioni di dollari per una mummia con sarcofago rubata in un museo in Romania. Il reperto però è già stato venduto, ma Foster, uomo senza scrupoli, convince Lester, suo complice, a realizzare un falso.